# カディル・ザキロフ
カディル・ザキロヴィチ・ザキロフ（ウズベク語: Qodir Zokirovich Zokirov、ロシア語: Кадыр Закирович Закиров、1906年7月25日-1992年8月9日）はウズベキスタンの科学者、植物学者、教育者である。ザキロフはソビエト連邦最高会議の委員も務めた。

## 概要
カディル・ザキロフは1906年7月25日にフェルガナ盆地にあるアンディジャン近郊の村ジャララバードで手工業職人の家庭に生まれた。1920年、彼はソビエト青年会に入会、リクベズ運動に参加した。
1932年、ザキロフは教育学アカデミーを卒業した。1937年に助教授として中央アジア大学に着任、1941年まで働いた後サマルカンド国立大学植物学部長を務めた。1943年から1952年にかけて、彼はタシュケント国立教育大学植物学部長を務めた。1952年、ザキロフは植物学研究所の所長を務めた。また、1959年から1963年まではソビエト連邦最高会議の委員も務めた。
カディル・ザキロフは1992年8月9日にタシュケントにて86歳で亡くなった。